# نشانگان چشمی‌مغزی‌کلیوی
نشانگان چشمی‌مغزی‌کلیوی (به انگلیسی: Oculocerebrorenal syndrome) یا سندرم لو (Lowe syndrome) جزء بیماری‌های متابولیک است . وراثت این بیماری ژنتیکی وابسته به ایکس مغلوب می‌باشد که اغلب در مردان دیده می‌شود.
بیماری با مشکلات چشمی مادرزادی (آب مروارید و گلوکوم) ، هیپوتونی و آرفلکسی (نداشتن رفلکسها) ، عقب ماندگی ذهنی ، اسیدوز توبولار پروکسیمال ، آمینواسیدوری ، فسفاتوری و پروتئینوری (پروتئینهای با وزن مولکولی کم) تظاهر می‌کند.
سندرم لو می‌تواند یکی از علل سندرم فانکونی باشد.

## بیماریزایی
شیوع سندرم لو (یا لاو) یک در پانصدهزار است . بیماری به سبب تغییر یا موتاسیون در ژن OCRL1 در کروموزوم ایکس بروز می‌کند. به علت وجود این ژن معیوب آنزیم ضروری (اینوزیتول فسفات ۵ فسفاتاز) تولید نمی‌گردد. این رویداد علت اصلی بروز سندرم لو می‌باشد. به نظر می‌رسد این آنزیم نقش مهمی در تنظیم پیام برهای ثانویه و سایر ابعاد متابولیسم سلولی ایفا می‌کند و در سلولهای مژک ، فیبروبلاست ، سلولهای چشم و کلیه نقش دارد.